# Belrupt
Belrupt – miejscowość i gmina we Francji, w regionie Grand Est, w departamencie Wogezy.
Według danych na rok 1990 gminę zamieszkiwało 116 osób, a gęstość zaludnienia wynosiła 13 osób/km² (wśród 2335 gmin Lotaryngii Belrupt plasuje się na 929. miejscu pod względem liczby ludności, natomiast pod względem powierzchni na miejscu 672.).